# Бэйи, Филберт
Фи́лберт Бэ́йи (англ. Filbert Bayi; 23 июня 1953, Аруша, Танганьика) — танзанийский легкоатлет, серебряный призёр Олимпийских игр в беге на 3000 метров с препятствиями.

## Карьера
В 1972 году Бэйи принял участие в Олимпийских играх. В забегах на 1500 метров и 3000 метров с препятствиями он не смог пройти дальше предварительного этапа. Через два года на Играх Содружества Филберт выиграл дистанцию 1500 метров с мировым рекордом. Этот результат до сих пор является рекордом Игр Содружества и национальным рекордом. В 1975 Бэйи установил мировой рекорд в беге на 1 милю, который был побит уже через 3 месяца. Олимпийские игры 1976 года африканские страны бойкотировали и поэтому Филберт не смог принять в них участие, хотя рассматривался как один из главных претендентов на победу. В 1980 году в Москве он завоевал серебряную медаль в стипльчезе, проиграв Брониславу Малиновскому.
В настоящее время Филберт Бэйи является обладателем пяти действующих национальных рекордов. После завершения карьеры он занялся благотворительностью и помогает молодым спортсменам.